# Margnat-Paloma-Inuri

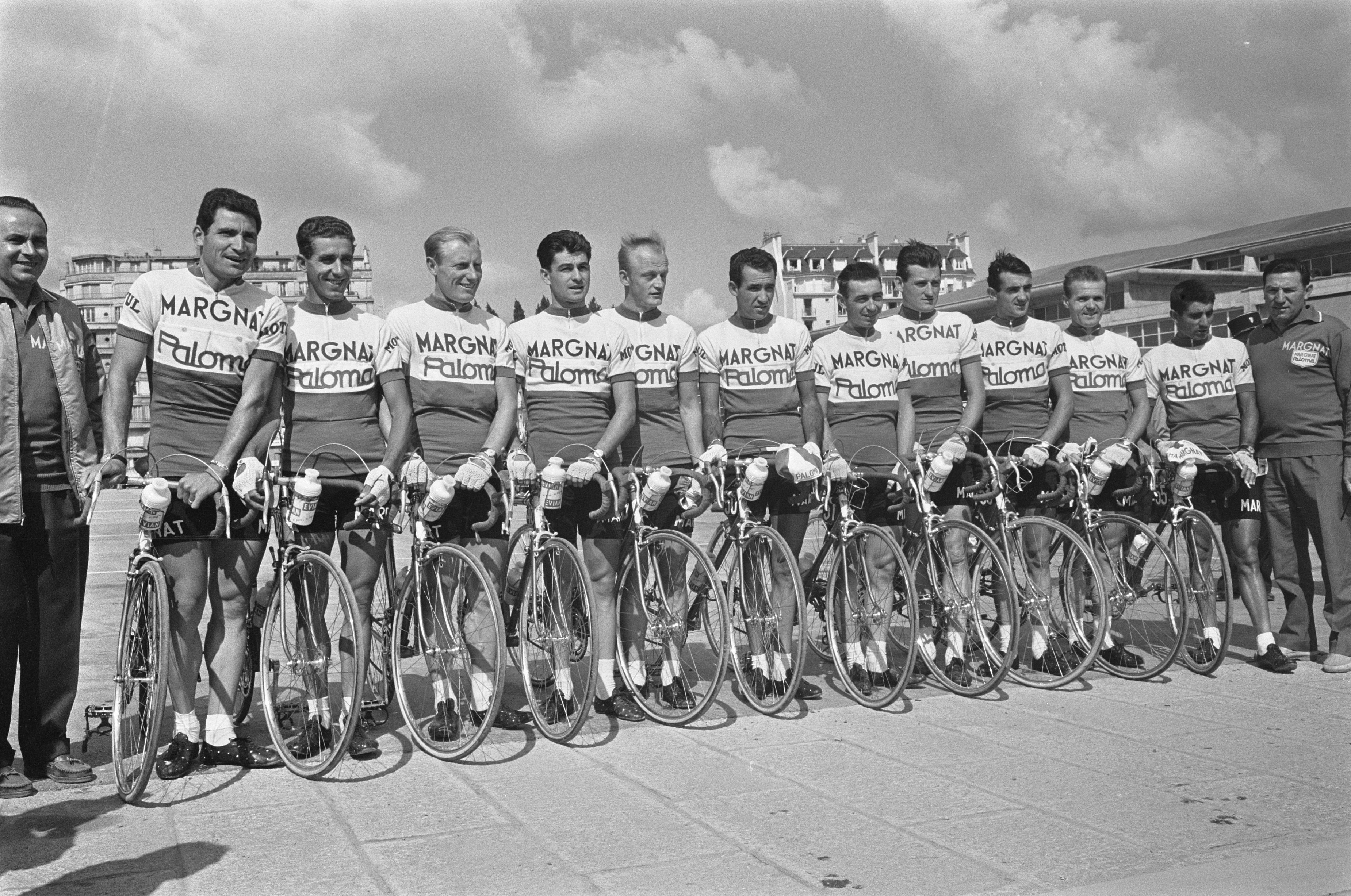
Das Team bei der Tour de France 1964

Margnat-Paloma-Inuri, Margnat-Paloma-Dunlop, Margnat-Paloma-D’Alessandro, Margnat-Rochet-Dunlop oder Rochet-Margnat war ein französisches Radsportteam, das von 1960 bis 1965 bestand.

## Geschichte
Das Team wurde 1960 aus Teilen der beiden Teams Coupry-Margnat und Rochet-Margnat-BP-Dunlop von Raoul Rémy gegründet. im ersten Jahr konnte das Team neben den Siegen Platz 7 bei Paris-Nizza, Platz 10 bei Paris–Camembert und Platz 14 bei der Vuelta a España erzielen. 1961 wurden zweite Plätze bei den Bergzeitfahren Mont Faron, Mont Coudon und ein dritter Platz bei Nizza-Mont Agel, sowie Platz 8 beim Grand Prix des Nations erreicht. 1962 konnte der dritte Platz bei der Tour de l’Oise, Platz 5 bei der Luxemburg-Rundfahrt, Platz 9 bei der Tour de Romandie und Platz 14 bei der Tour de France erwirkt werden. 1963 erzielte das Team zweite Plätze bei der Tour de France, bei der Subida a Arrate und bei der Tour de Romandie, Platz 3 bei der Subida al Naranco, Platz 5 beim Critérium du Dauphiné Libéré und Platz 6 bei Paris-Nizza. 1964 wurden neben den Siege Platz 2 bei der Tour de l’Herault, dritte Plätze bei der Tour de France, beim Critérium du Dauphiné und beim GP Monaco, sowie Platz 9 bei Paris-Nizza errungen. 1965 erwirkte das Team zweite Plätze bei Paris-Nizza und der Escalada a Montjuïc, Platz 7 bei der Vuelta a España, Platz 8 beim Critérium du Dauphiné, Platz 13 bei der Tour de Romandie und Platz 25 bei der Tour de France. Ende der Saison 1965 wurde das Team aufgelöst, weil in Frankreich ein Werbeverbot für Alkohol in Kraft trat.
Hauptsponsor von 1961 bis 1965 war ein französischer Weinhändler mit Sitz in Marseille.

## Erfolge
1960
- Gesamtwertung und eine Etappe Tour du Var
- eine Etappe Critérium du Dauphiné
- Grand Prix d’Aix-en-Provence
- GP Thiery

1961
- eine Etappe Andalusien-Rundfahrt
- eine Etappe Tour de Tunisie

1962
- eine Etappe und  Bergwertung Tour de France
- zwei Etappen Tour de Romandie
- eine Etappe Critérium du Dauphiné
- eine Etappe Quatre Jours de Dunkerque
- eine Etappe Paris-Nizza
- eine Etappe Tour de l’Avenir
- eine Etappe Circuit d’Aquitaine
- eine Etappe Tour du Sud-Est
- Arrateko Igoera
- Boucles de Roquevaire
- Grand Prix Stan Ockers
- Spanischer Meister–Straßenrennen

1963
- zwei Etappen und  Bergwertung Tour de France
- eine Etappe und Bergwertung Tour de Romandie
- Gesamtwertung und drei Etappen Katalonien-Rundfahrt
- Gesamtwertung und zwei Etappen Circuit du Morbihan
- Trofeo Baracchi
- eine Etappe Paris-Nizza
- Barcelona-Lérida
- eine Etappe Tour du Var
- eine Etappe Tour du Sud-Est
- eine Etappe Grand Prix Midi Libre

1964
- vier Etappen und  Bergwertung Tour de France
- drei Etappen Critérium du Dauphiné
- zwei Etappen Grand Prix Midi Libre
- eine Etappe Paris-Nizza
- eine Etappe Critérium International
- Boucles de la Seine-Saint-Denis
- Trofeo Jaumendreu
- Grand Prix d’Aix-en-Provence
- Genua–Nizza
- Subida al Naranco
- Mont Faron, Chrono

1965
- zwei Etappen Vuelta a España
- Gesamtwertung und zwei Etappen Tour du Sud-Est
- drei Etappen Paris-Nizza
- zwei Etappen Andalusien-Rundfahrt
- Trofeo San José
- eine Etappe Tour de Romandie
- eine Etappe Katalonien-Rundfahrt

### Weitere Erfolge
| Grand Tour            | 1960 | 1961 | 1962 | 1963 | 1964 | 1965 |
| --------------------- | ---- | ---- | ---- | ---- | ---- | ---- |
| Vuelta a EspañaVuelta | 14   | –    | –    | –    | –    | 7    |
| Tour de FranceTour    | –    | –    | 14   | 2    | 3    | 27   |

| Monument                 | 1960 | 1961 | 1962 | 1963 | 1964 | 1965 |
| ------------------------ | ---- | ---- | ---- | ---- | ---- | ---- |
| Mailand–Sanremo          | –    | 43   | –    | 6    | 6    | 19   |
| Flandern-Rundfahrt       | –    | –    | 38   | 16   | –    | –    |
| Paris–Roubaix            | 21   | –    | 21   | 18   | 40   | 12   |
| Lüttich–Bastogne–Lüttich | –    | –    | –    | 22   | 17   | –    |
| Lombardei-Rundfahrt      | –    | –    | 20   | 17   | 35   | 35   |

## Bekannte ehemalige Fahrer
- Jean Anastasi (1960+1964–1965)
- Claude Mattio (1960–1961+1963–1965)
- Erwin Lutz (1961)
- Gilbert Bellone (1961–1965)
- Federico Bahamontes (1962–1965)
- Joseph Velly (1962–1965)
- Joseph Novales (1962–1965)
- Luis Otaño (1963)
- André Darrigade (1963–1965)
- Jean Graczyk (1963–1965)
- Rudi Altig (1965)
- Hennes Junkermann (1965)